# メルセデス・ベンツ・W123
メルセデス・ベンツ・W123（Mercedes Benz W123 ）は、ドイツの自動車メーカーであるダイムラー・ベンツがメルセデス・ベンツブランドで展開していた自動車である。
W114の後継として1976年から1985年まで生産・販売され、1982年に「W201」が登場するまで、エントリーモデルの役割を担った。W201の発売後は1984年にW124にバトンタッチするまでミディアムクラスとして生産された（当時、ニューモデル発売後1年間は旧モデルも継続生産していた）。

## 概要
メルセデスの中核を担う車種として、販売面では、小型車であるフォルクスワーゲン・ゴルフの1980年販売台数が20万0892台だったのに対し、中型車のW123はそれを超す20万2252台を記録している。
W114同様コンパクトクラスという呼称も与えられていたが、これは絶対的なサイズを示すものではなく、上位モデルであるSクラスと比べて相対的に小型であることを意味する。
ボディ構造は乗員部分が強化され、その前後のボディで衝撃を吸収する方法を取っている。
1981年、ABSと運転席エアバッグがオプションとして新たに設定された。助手席エアバッグも試作されていたものの、実際に装備されるようになったのはモデルチェンジ後の1987年のことだった。
W123は、1979年8月と1982年8月にマイナーチェンジを実施している。特に1982年の改良では、ヘッドライトが丸型から異形タイプ（角形）に変更された。

## バリエーション
1976年にセダンがまずデビューし、翌1977年にはクーペ、リムジン、ステーションワゴンがラインナップに加わった。

### リムジン
1977年8月にリムジン（V123）が発売された。ホイールベースはセダンの2,795mmより630mm長い3,425mmであった。延長分は3列目シートが設けられ、タクシーやホテルの送迎などに使用された。
ラインアップには250と240D、300Dが用意された。

### ステーションワゴン
ユーザーからの要望が強かったステーションワゴンモデル（S123）である。W114にも特装車としてステーションワゴンが存在したが、メルセデス自身の手によるステーションワゴンは、このモデルが初めてである。ステーションワゴンはT-モデルと呼ばれた。Tは観光旅行・輸送の頭文字のTを表していた。
基本構造はセダンと同一で、ワゴンの3分の2は、非対称分割タイプの折りたたみ式後部座席であった。ラゲッジスペースは通常のポジションで523L、後部座席を折りたたむと879Lであった。またオプションで後ろ向きの2人掛け折り畳み座席が設置される7人乗り仕様を選択することが出来た。
リアサスペンションには重い荷物を積んだとき車体を調節するレベライザー機構を備えていた。これはシトロエンのハイドロニューマチック・サスペンションの特許を用いた油圧式のものである。当時メルセデス・ベンツにはW116の450SEL 6.9でハイドロニューマチックサスペンションの採用例があったが、S123のものはこれを簡略化して車高の維持のみに技術が用いられており、任意の車高調整等の機能は省かれている。
発売当初は、230T、250T、280TEとディーゼルの240TDと300TDのラインナップだったが、日本仕様は300TDのみが導入され、ガソリン車のラインアップはなかった。1980年、200Tとターボディーゼルの300TDTが追加され、日本仕様は300TDTと置き換えられた。
現在も日本では人気がある車体形状であるが前述の通りディーゼル仕様しか日本に導入されず、近年の排気ガス規制で自治体によっては登録することが出来なくなり、そのため、セダンのガソリンエンジンを積み替えている場合も見られる。

### クーペ
クーペモデル（C123）は、セダンよりホイールベースが85mm短く、低いルーフとショートキャビンのスポーティな外観となった。
クーペボディは2ドアピラーレスハードトップであったが、Bピラーが無い代わりにAピラーとCピラー、ルーフを強化した構造で、ボディの前後が衝撃を吸収することにより事故の際の乗員の安全を確保している。
ラインナップは4気筒230C（109PS/80kW）と、2つの6気筒、280C（156PS/115kW）と280CE（177PS/130kW）でスタートした。1977年の秋には、米国市場向けに300CD（80PS/59kW）のディーゼルクーペが追加される。1981年には、ターボチャージャーを搭載した300CD（125PS/92kW）が導入される。
1980年に230Cは230CEとなった。電子制御燃料噴射の新エンジンM102は最高出力136PS/100kwとなった。同時にABSがオプションとなり、1982年には運転席エアバッグが設定される。1985年8月にクーペモデルC123の生産終了。総生産9万9884台でこのうちディーゼル車が1万5509台であった。

## ラリー競技
1978年からのWRCにおいて過酷であったマディラウンドであるサファリラリーからサビエスト・ザサダ、ジョギンダ・シン、アンドリュー・コーワン、トニー・フォークスらによるGr.2エントリーとして280Eが選出され、スポット参戦であるもののグループ2位を果たした。
1979年のサファリ、ラリー・コートジボワールにおいてダイムラー地元ディーラーセミワークス体制でGr.4エントリーとして450SLC5.0とこれまでの280Eの2グループ体制とし、サファリではコーワンの280Eが総合4位に食いこむと280Eでの参戦は終わり、次年のGr.2エントリー対象をよりパワフルな500SLCへと変更していく。

## 生産台数
W123系の総生産台数は、269万6914台に上る。内訳はセダンが最多の237万5440台で、ステーションワゴンが19万9517台、クーペが9万9884台、リムジンが1万3700台、特別架装車が8373台であった。これらのうち約108万台がドイツ国外に輸出された。
| セダン (W123)                |          |             |                         |                |
| グレード                     | エンジン | 製造期間    | 最高出力（PS）          | 生産台数（台） |
| 200D                         | OM615    | 1976-1985   | 55、60（1979年2月-）    | 378,138        |
| 220D                         | OM615    | 1976-1979年 | 60                      | 56,736         |
| 240D                         | OM616    | 1976-1985年 | 65、72（1978年8月-）    | 454,780        |
| 300D                         | OM617    | 1976-1985年 | 80、88（1979年9月～）   | 327,320        |
| 300Dターボディーゼル（米国） | OM617    | 1981-1985年 | 121、125（1982年10月-） | 75,261         |
| 200                          | M115     | 1976-1980年 | 94                      | 158,772        |
| 200                          | M102     | 1980-1985年 | 109                     | 217,315        |
| 230                          | M115     | 1976-1980年 | 109                     | 196,185        |
| 230E                         | M102     | 1980-1985年 | 136                     | 245,876        |
| 250                          | M123     | 1976-1985年 | 129、140（1979年9月-）  | 117,684        |
| 280                          | M110     | 1975-1981年 | 156                     | 33,206         |
| 280E                         | M110     | 1975-1985   | 177、185（1978年4月-）  | 126,375        |
| リムジン (V123)              |          |             |                         |                |
| 240Dラング                   | OM616    | 1977-1985年 | 65、72（1978年8月-）    | 3,425          |
| 300Dラング                   | OM617    | 1977-1985年 | 80、88（1979年9月-）    | 4,679          |
| 250ラング                    | M123     | 1977-1985年 | 129、140（1979年9月-）  | 5,180          |
| ステーションワゴン (S123)    |          |             |                         |                |
| 240TD                        | OM616    | 1978-1986年 | 65、72（1979年2月-）    | 38,897         |
| 300TD                        | OM617    | 1978-1986年 | 80、88（1979年9月-）    | 37,140         |
| 300TDターボディーゼル        | OM617    | 1980-1986年 | 125                     | 28,216         |
| 200T                         | M102     | 1980-1986年 | 109                     | 18,855         |
| 230T                         | M115     | 1978-1980年 | 109                     | 6,884          |
| 230TE                        | M102     | 1980-1986年 | 136                     | 42,253         |
| 250T                         | M123     | 1978-1982年 | 129、140（1979年9月-）  | 7,704          |
| 280TE                        | M110     | 1978-1986年 | 177、185（1978年4月-）  | 19,775         |
| クーペ (C123)                |          |             |                         |                |
| 230C                         | M115     | 1977-1980年 | 109                     | 18,675         |
| 230CE                        | M102     | 1980-1985年 | 136                     | 29,858         |
| 280C                         | M110     | 1977-1980年 | 156                     | 3,704          |
| 280CE                        | M110     | 1977-1985年 | 177、185（1978年4月-）  | 32,138         |
| 300CD（米国）                | OM617    | 1977-1981年 | 78、84（1979年9月～）   | 7,502          |
| 300CDターボディーゼル (米国) | OM617    | 1981-1985年 | 121、125（1982年10月-） | 8,007          |
|                              |          |             |                         |                |